# William Hammer
William Hammer, född den 31 juli 1821 i Köpenhamn, död där den 9 maj 1889, var en dansk målare. Han var bror till Hans Jørgen Hammer.
Hammer utställde sin första tavla (ett blomsterstycke) 1847, fick den neuhausenska belöningen 1853 och vistades 1853–55, med akademiskt stipendium, utrikes. För en stor tavla, Frukter under ett äppelträd (1860; i Kristiansborgs galleri), erhöll han utställningsmedaljen. År 1871 blev han medlem av konstakademien och företog samma år, med understöd från Anckerska legatet, en resa till Italien. Hans blomster- och fruktstycken utmärks av en frisk, målerisk anordning och en levande färg.

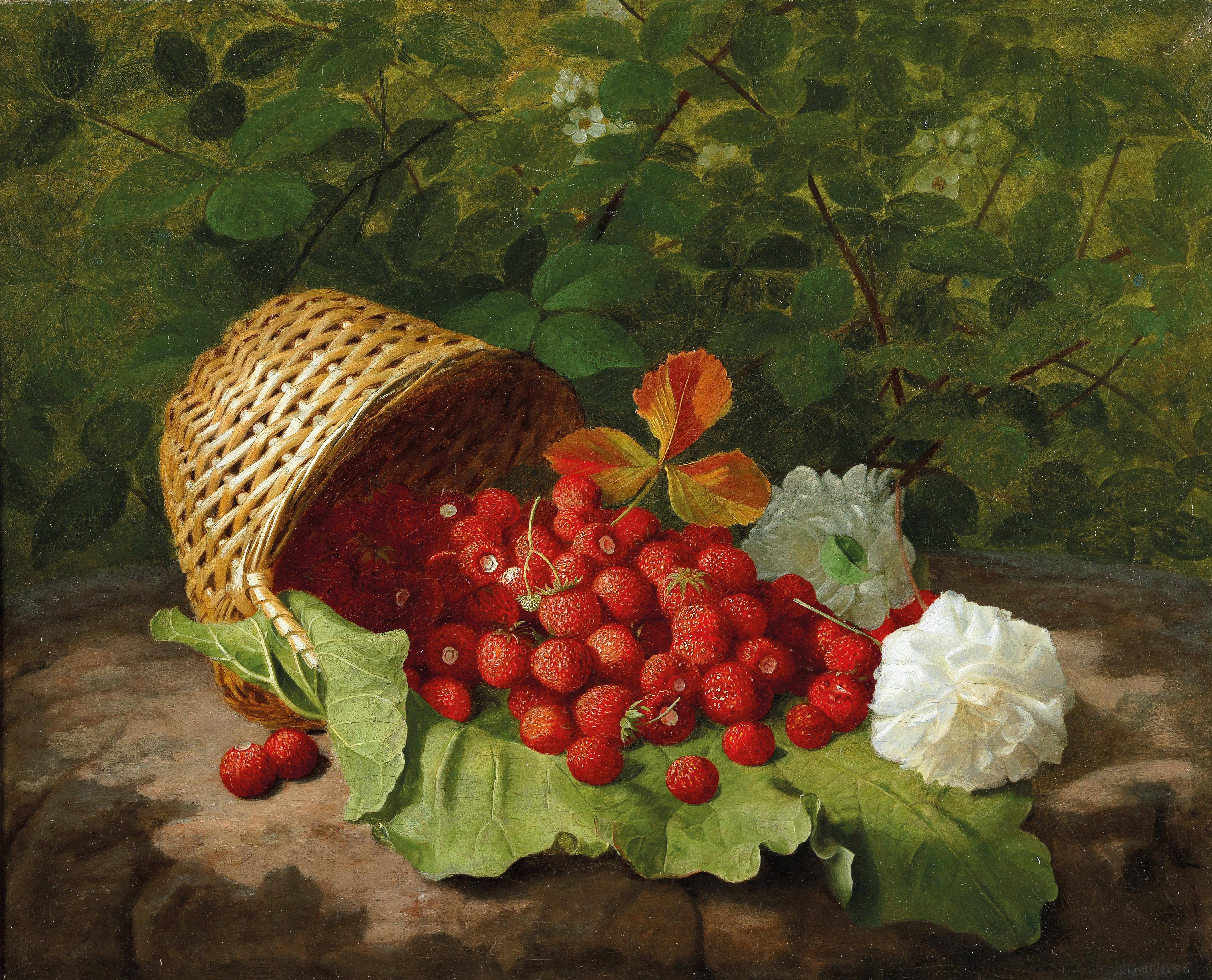
En korg med jordgubbar, 1864.